# Reserva de la Biosfera de Calakmul
La Reserva de la Biosfera de Calakmul és un espai natural protegit mexicà. Fou declarada reserva de la biosfera de la UNESCO al 1989. És a la península de Yucatán, a l'estat de Campeche limitant amb Guatemala, formant amb la reserva de la biosfera maia un gran continu d'espais protegits. En aquesta reserva es troben també les ruïnes maies de Calakmul i altres jaciments de la mateixa cultura.

## Geografia
La reserva es troba entre els 260 i els 385 msnm. El clima és càlid, amb oscil·lacions tèrmiques anuals reduïdes, i amb precipitacions a l'entorn dels 750 mm. És una zona de roques calcàries joves, amb prou de relleu càrstic. La topografia n'és bàsicament plana, amb valls i tàlvegs càrstics on el terreny es nega temporalment, perquè el terreny és molt permeable. Encara que també hi ha algunes zones d'acumulació permanent d'aigua, l'escassetat de les aiguades els dona un valor ecològic molt gran.

## Biodiversitat
Calakmul és una regió de selva tropical que té una alta diversitat biològica. Se n'han censat 358 espècies d'aus, 75 de rèptils, 18 d'amfibis, 31 de peixos, unes 380 de papallones i 86 de mamífers, entre les quals destaca el jaguar, que hi té una de les majors poblacions de Centreamèrica.
Quant a la flora, se n'han comptabilitzat unes 1.500 espècies de plantes, amb un 10% d'endèmiques. Es troben moltes espècies amb interés econòmic com la caoba o l'acres. La geografia de la zona crea petits tàlvegs inundables on sorgeixen altres tipus de plantes com el jacint d'aigua o l'opuntia. Són selves subperennifòlies, és a dir, on un percentatge important de la vegetació perd la fulla, però la majoria la conserva.